# ياكوب بورستين
ياكوب بورستين (من مواليد 25 مارس 1998، بمدينة ويلكوبلسكي في بولندا)، هو لاعب كرة قدم دولي بولندي، يلعب في مركز حارس مرمى مع نادي نادي بوغون شتشين في الدوري البولندي الممتاز ومنتخب بولندا.

## وصلات خارجية
- ياكوب بورستين على موقع قاعدة بيانات كرة القدم.إي يو (الإنجليزية)